# Lokev, Sežana
Lokev (včasih tudi Lokev na Krasu) je naselje v Občini Sežana, na Lokavskem polju, v bližini meje z Italijo. Naselje je tudi sedež župnije Lokev. Prebivalci Lokve se imenujejo Lokávci oziroma Lokávke, ustrezni pridevnik je lokávski. Naselje je dobilo ime po veliki lokvi (kalu), kjer so napajali živino.
Naselje je sestavljeno iz dveh precej nepovezanih delov. Starejši zgornji del vasi je strnjen okoli župnijske cerkve svetega Mihaela in obrambnega stolpa. V novem delu stoji znana pršutarna.
V neposredni bližini Lokve je mednarodni mejni prehod Lipica, ki povezuje Lokev z Bazovico na italijanski strani meje.
Lokev je zanimivo izhodišče za izlete: v bližini Lokve je kobilarna Lipica, nedaleč stran je znana kraška jama Vilenica, nad Lokvijo pa se dviga hrib Kokoš (glavna izhodiščna točka za hribolazce pa je tik ob mejnem prehodu).

## Zgodovina
Kraj je bil naseljen že v prazgodovini (najdišči Klemenka in Stari tabor), pa tudi v rimski dobi.
Pozneje so postali lastniki teh krajev oglejski patriarhi, ki so leta 1118 Lokev menda podelili vitezom templjarjem (podatki o tem niso popolnoma zanesljivi). Pozneje je vas še večkrat menjala gospodarje. V listinah se ime Lokev prvič omenja leta 1234 v pogodbi med goriško-tirolskim grofom Majnhardom III. in tržaškim dekanom Gregorjem.
V 15. in 16. stoletju so bili pogosto vpadi Turkov. Leta 1485 so domačini postavili obrambni stolp, imenovan Tabor, kot obrambo proti Turkom. Stolp je postal s svojo značilno obliko nekakšen zaščitni znak Lokve. Danes je v stolpu vojaški muzej.

## Genealogija
Vas je v celoti rodoslovno raziskana za obdobje od 1600 do 20. stoletja.

## Znamenitosti
- Vojaški muzej Lokev – predstavlja eno izmed najbolj znanih znamenitosti, ki jih vas Lokev ponuja. Deluje že od leta 1944 in je odlikovan že sv43 priznanji in plaketami. Muzej je znan po tem, da se v njem nahaja največja zasebna zbirka v Sloveniji, saj lahko v njem najdemo različno vojaško opremo, kozaško uniformo ter ostanke opreme rimskih bojevnikov. Vojaški muzej deluje v obrabnem stolpu, ki so zgradili že Benečani za zaščito pred napadi Turkov.
- Cerkev Lokev
- Fabianova muzejska trgovina predstavlja, kako so trgovine včasih delovale in med kakšnimi izdelki so lahko ljudje nekoč izbirali. Prvotna trgovina v Fabianovi domačiji je delovala od leta 1869, leta 1948 pa se je zaradi različnih vzrokov zaprla. Leta 2007 pa je četrta generacija družine Fabiani ponovno odprla Fabianovo muzejsko trgovino, ki je edina trgovina v Sloveniji v celoti ohranjena z več tisoč eksponati. V trgovini lahko vidimo približno 7.000 izvirnih predmetov.
- Jama Vilenica – je najstarejša turistična jama v Evropi. Vilenica je nekoč burila domišljijo njenih obiskovalcev in tako so domačini bližnje vasi verjeli, da v njej prebivajo dobre vile; od tod tudi ime jame. Deluje že vse od 17. stoletja, ko jo je grof Petač dal v upravo lokavski župniji. V jami Vilenica se vsako leto odvija tudi mednarodni literarni festival, kjer se zberejo pesniki, pisatelji, dramatiki in esejisti iz Srednje Evrope.